# Alphonse Jungers
Alphonse Jungers (Mondercange, 17 november 1872 – Canada, 1947) was een Luxemburgs kunstschilder.

## Leven en werk
Alphonse Jungers werd geboren in een gezin van twaalf kinderen, als zoon van Jean Jungers en Marie Schimberg, en jongere broer van Théodore Jungers. Vader Jungers was boswachter, later herbergier. Na zijn overlijden in 1875 verhuisde moeder Jungers met de kinderen naar Parijs en verdiende de kost als vroedvrouw. Alphonse studeerde in Parijs. Hij trok met Jean-Pierre Huberty naar Italië en Spanje (1894-1895), ze maakten in het Museo Nacional del Prado kopieën naar Velázquez en Murillo.
Jungers schilderde vooral portretten in olieverf. In 1894 nam hij met zijn broer Théodore deel aan de eerste salon van de Cercle Artistique de Luxembourg (CAL). Alphonse toonde een drietal portretten, waaronder die van dr. De Wacquant en mademoiselle Pescatore. Begin 1896 deed hij mee aan een ontwerpwedstrijd voor het Dicks-Lentz-monument. In hetzelfde jaar 
exposeerde hij zijn werk in het stadhuis van Luxemburg, een paar tentoongestelde kopieën die hij in Spanje had gemaakt werden aangekocht door groothertog Adolf van Luxemburg. Jungers woonde enige tijd in het Verenigd Koninkrijk en verhuisde vervolgens naar Noord-Amerika, waar hij naam maakte als portretschilder. In 1934 nam hij deel aan een voorjaarssalon in Montreal.
In 1937 werd door de CAL een retrospectief georganiseerd met schilderijen van Jungers en Huberty. De schilder overleed tien jaar later.

## Enkele werken
- ca. 1894 portret van dr. De Wacquant, voorzitter van de Kamer van Koophandel.
- ca. 1894 portret van Françoise Pescatore, collectie Musée national d'archéologie, d'histoire et d'art
- 1894 portret van architect Georges Traus.
- 1918 portret van Nell Ford Torrey en haar kinderen Bill en Sandy, privécollectie.
- ca. 1918 portret van Mae (Maisie) Caldwell Plant met een collier van Cartier, collectie Cartier Mansion in New York.[7]

## Galerij

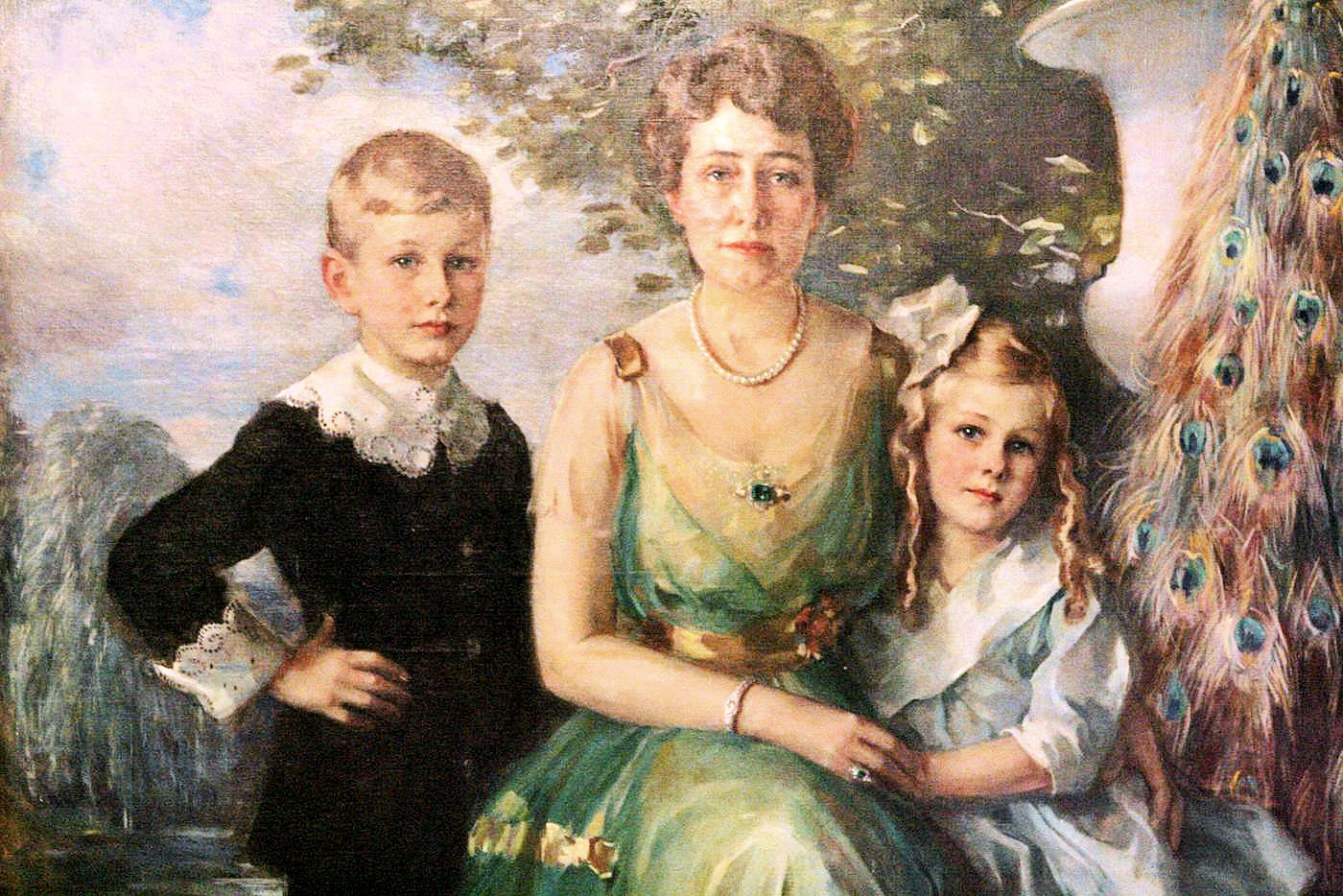
De familie Torrey (1918)
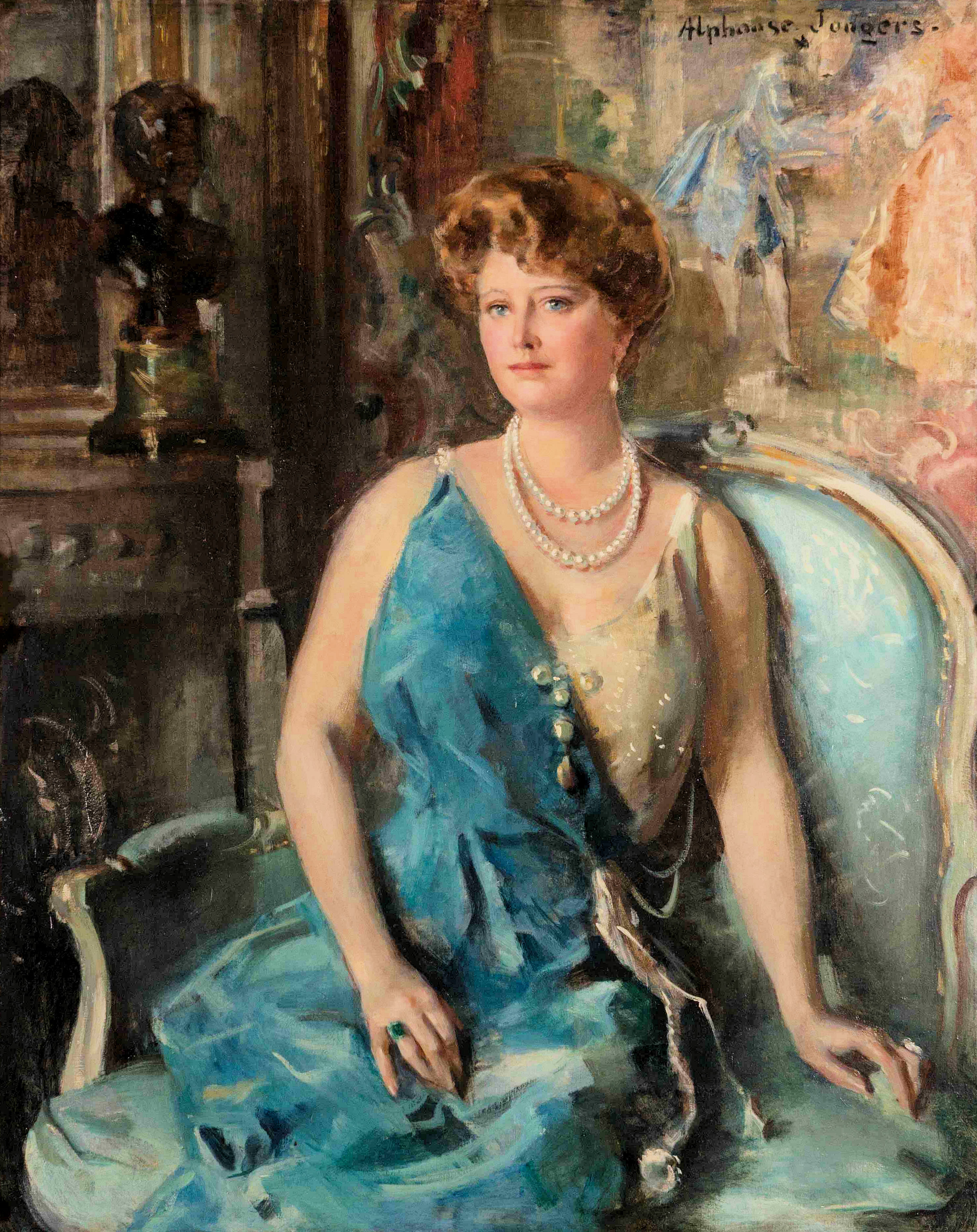
Maisie Caldwell Plant

- Musée national d'archéologie, d'histoire et d'art: lkl002079